# Centrale nucléaire de Pengze
Le projet de centrale nucléaire de Pengze est localisé dans la province du Jiangxi à proximité du fleuve Yangtze qui sépare les deux provinces Jiangxi et Anhui. Cette centrale est construite par le consortium d'entreprises (China Power Investment, Jiangxi Ganneng, Jiangxi Ganyu Expressway et Shenzhen Nanshan Power) qui a commencé les travaux en 2011. Le projet se compose de 2 réacteurs (modèle AP 1000 Westinghouse, propriété de Toshiba. Le constructeur envisage initialement une entrée en fonction en 2015. 
En juin 2012, le chantier de la centrale est totalement arrêté en raison de l'opposition du gouvernement du district de Wangjiang .

## Opposition au projet
En 2011, peu après la catastrophe de Fukushima, 4 fonctionnaires retraités de Wangjiang ont déposé un recours administratif, affirmant que la centrale est située dans une zone beaucoup trop densément peuplée par rapport aux normes chinoises, que son système de refroidissement serait soumis à de violentes sécheresses, et que, contrairement à ce qui a été affirmé dans les documents administratifs autorisant le début des travaux, la zone n'est pas exempte de risques sismiques, comme en témoigne la secousse de 5,7 sur l'échelle de Richter constatée en 2005.  
Bien que leur requête fut ignorée au départ par le gouvernement de la province d'Anhui, qui prévoit plusieurs réacteurs elle-même (également au bord du fleuve Yangtze), elle a été diffusée en privé en atteignant progressivement des leaders du gouvernement provincial et central. L'assemblée provinciale a également débattu une motion exprimant une opposition à la centrale de Pengze.
En même temps, les gouvernements locaux du Jiangxi, désireux de voir le projet terminé au plus tôt, ont déjà prévu des zones industrielles, des infrastructures et même des sites touristiques qui seront alimentés par les deux nouvelles centrales nucléaires prévues dans cette province, y compris celle de Pengze.
En février 2012, le gouvernement du district de Wangjiang demande l'arrêt du chantier, car il estime que des données de l'étude d'impact environnemental sont fausses.